# 제6회 유럽 영화상
제6회 유럽 영화상의 시상식에 관한 내용이다.

## 수상 및 후보

### 유러피안 작품상
- 우르가 - 니키타 미칼코프 수상

### 유러피안 여우주연상
- 참나무 - 마이아 모건스턴 수상

### 유러피안 남우주연상
- 금지된 사랑 - 다니엘 오떼유 수상

### 유럽영화아카데미 평생공로상
- 미켈란젤로 안토니오니 수상

### 유럽영화아카데미 비평상
- 베니의 비디오 - 미카엘 하네케 수상

### 유럽영화아카데미 다큐멘터리상
- 제너레이션 투 제너레이션 - 스테판 야를 수상

### 올해의 유럽영화 신인상
- 올란도 - 샐리 포터 수상

### 올해의 유러피안 공로상
- 크라잉 게임 - 닉 포웰 수상
- 크라잉 게임 - 스티븐 울리 수상

### 유러피안 아카데미 우수상
- The Berlin-Moscow-Connection - Erika 외 2명 수상